# Brod nad Tichou
Brod nad Tichou (en allemand : Bruck am Hammer) est une commune du district de Tachov, dans la région de Plzeň, en Tchéquie. Sa population s'élevait à 251 habitants en 2022.

## Géographie
Brod nad Tichou se trouve à 9 km au nord-est de Tachov, à 47 km à l'ouest-nord-ouest de Plzeň et à 125 km à l'ouest-sud-ouest de Prague.
La commune est limitée par Planá au nord et à l'est, par Kočov au sud, et par Chodský Újezd et Lom u Tachova à l'ouest.

## Histoire
La première mention écrite du village date de 1243.

## Galerie

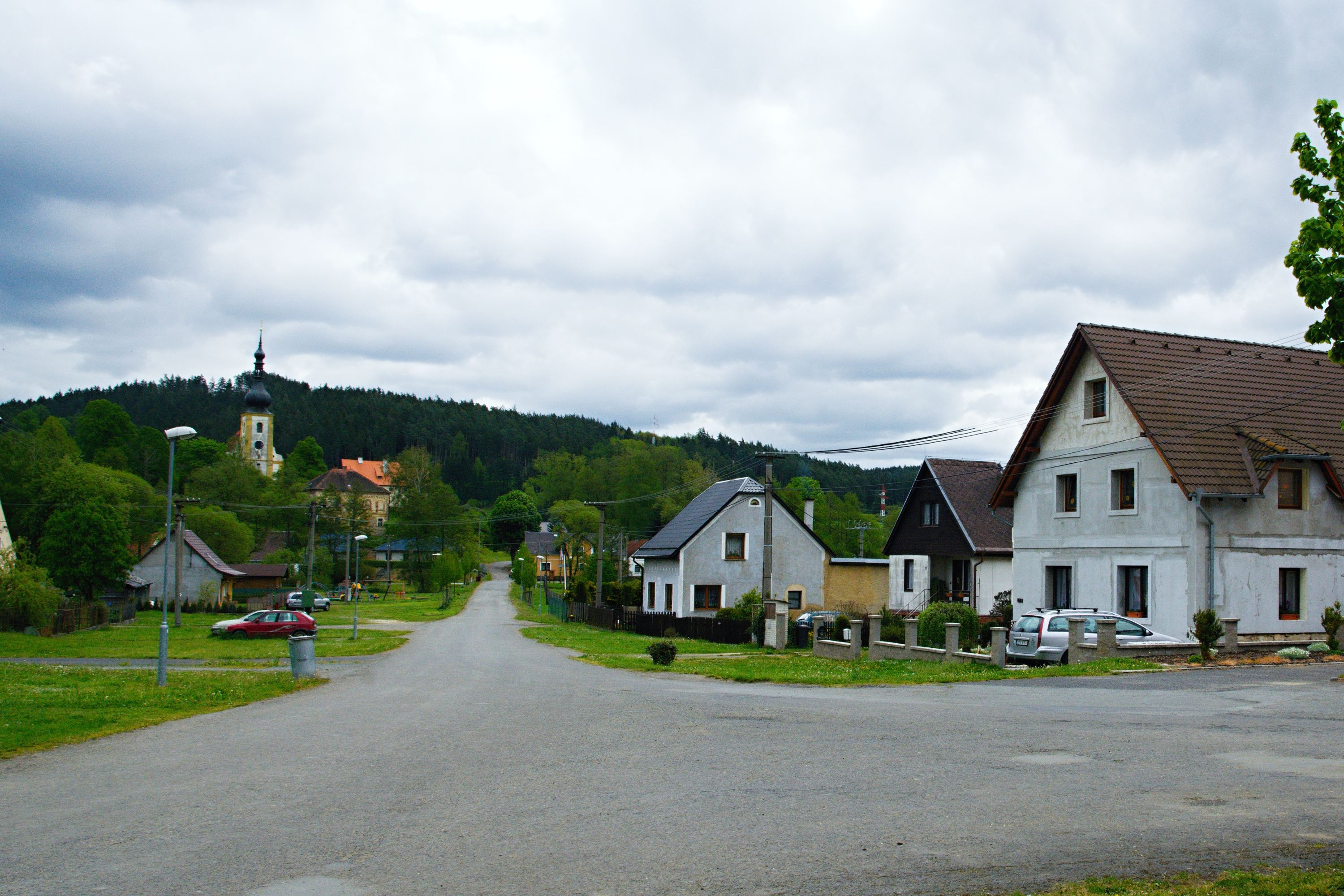
Vue de Brod Nad Tichou.
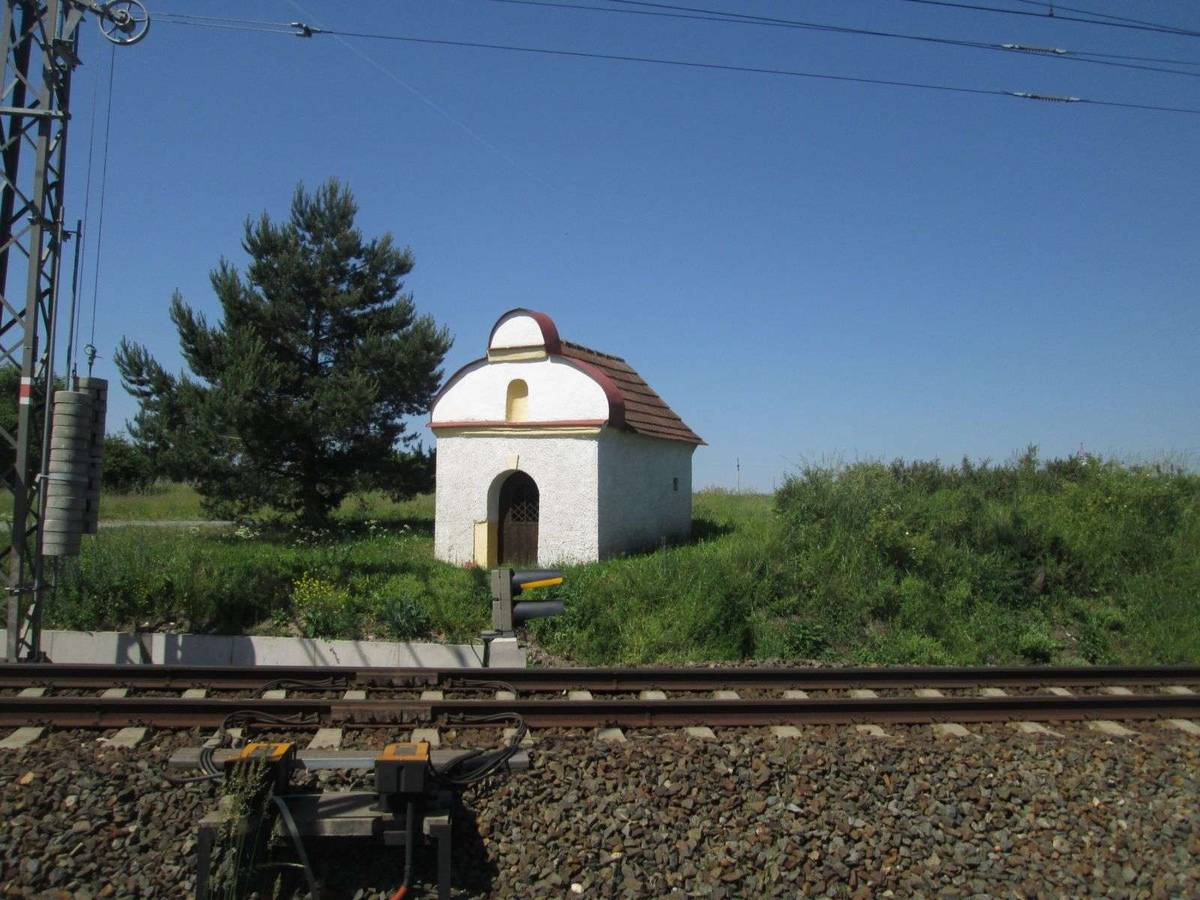
Chapelle à Brod Nad Tichou.

## Transports
Par la route, Brod nad Tichou se trouve à 10 km de Tachov, à 60 km de Plzeň et à 155 km de Prague. 